# Серболужицкий педагогический институт
Серболужицкий педагогический институт имени Корлы Янака (в.-луж. Institut za kubłanje serbskich wučerjow „Korla Janak“, нем. Sorbische Institut für Lehrerbildung „Karl Jannack“) — наименование высшего учебного заведения в ГДР. Единственное в истории высшее учебное заведение, где преподавание велось на лужицких языках. Назван именем Корлы Янака, серболужицкого педагога, партийного функционера ГДР и одного из деятелей серболужицкой организации «Домовины».
Институт был открыт 6 января 1946 года. Одним из инициаторов создания института был серболужицкий общественный деятель Павол Недо. С 1946 по 1959 года институт находился в замке города Радибор. Филиал института также действовал в серболужицкой деревне Малы-Вельков (с 1999 года — район Баутцена). C 1959 года институт действовал в Баутцене.
Основной целью института было обучение будущих преподавателей и педагогов для системы государственного начального, среднего и иного образования серболужичан. Образовательный процесс длился четыре года. Для немецкоязычных студентов программа предполагала элементарное ознакомление с лужицкими языками, культурой и литературой серболужичан. Кроме лужицких языков и школьных предметов в институте преподавали марксизм-ленинизм, музыкальные, этнографические и художественные предметы, связанные с серболужицкой культурой.
В 1991 году институт прекратил свою деятельность.